# Enosburg Falls
Enosburg Falls ist ein Village in der Town Enosburgh im Franklin County des Bundesstaates Vermont in den Vereinigten Staaten mit 1356 Einwohnern (laut Volkszählung des Jahres 2020). Das Village Enosburg Falls liegt im Nordosten Town Enosburgh an der Bahnstrecke St. Albans–Richford. Der Missisquoi River fließt in westlicher Richtung zentral durch das Village.

## Geschichte

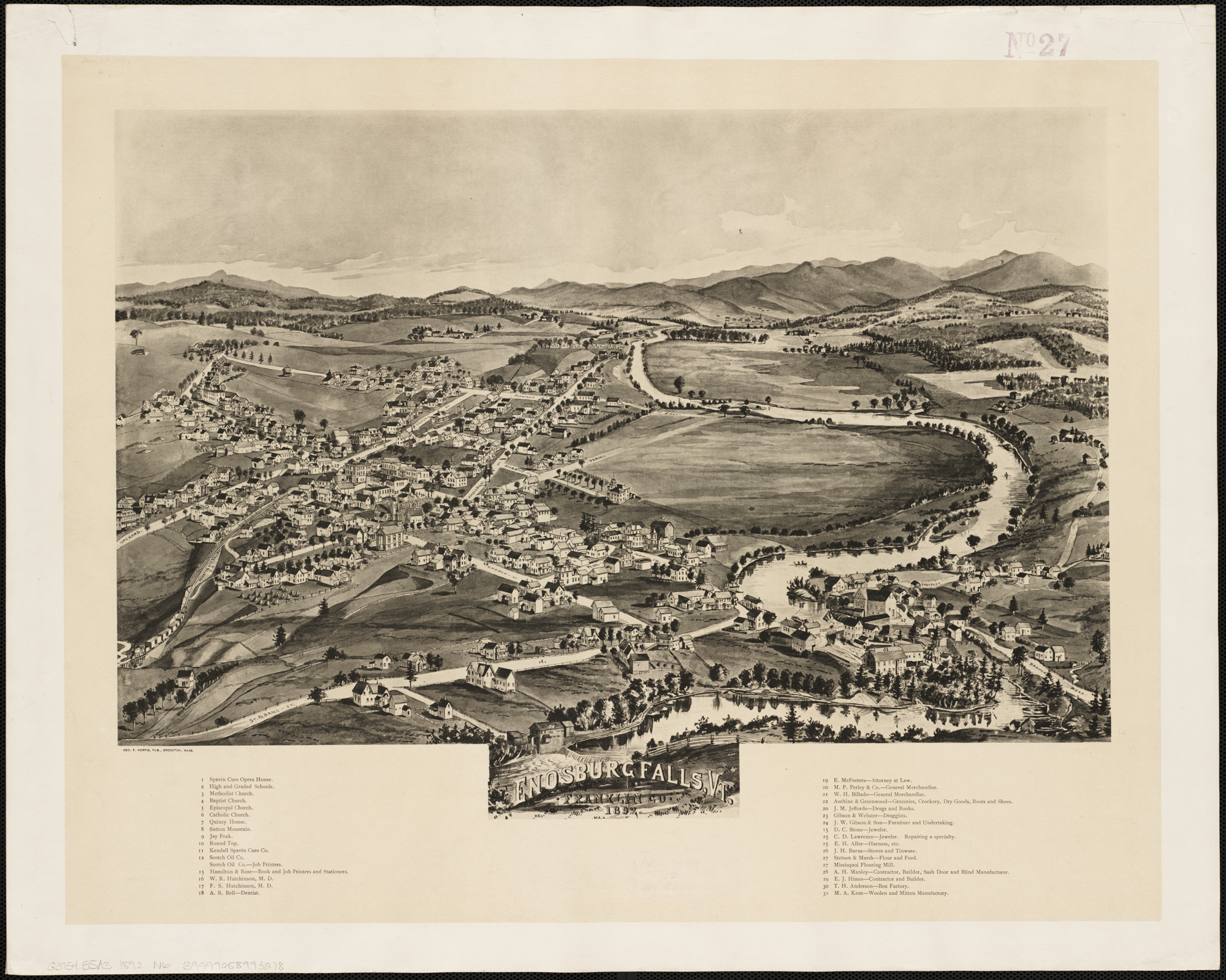
Ansicht von 1892

Der Grant für Enosburgh wurde am 12. März 1780 durch die Vermont Republic ausgerufen. Er wurde am 15. Mai 1780 an General Roger Enos und weiteren vergeben. Das Enosburg Falls wurde am 24. Dezember 1888 zum incorporated Village erklärt und war eines der kleinsten Villages in Vermont. Bereits kurze Zeit später wurde eine High School gegründet.
Die am 1. Juli 1873 damals noch als Missisquoi Railroad eröffnete Bahnstrecke St. Albans–Richford verband Enosburg Falls mit St. Albans und Richford. 1992 wurde die Strecke stillgelegt, heute befindet sich auf ihrer Trasse der Missisquoi Valley Rail-Trail, ein Rad- und Wanderweg.
Im National Register of Historic Places sind in Enosburg Falls das Enosburg Opera House, der Billado Block und die Dr. B. J. Kendall Company.

### Einwohnerentwicklung
| Jahr      | 1800 | 1810 | 1820 | 1830 | 1840 | 1850 | 1860 | 1870 | 1880 | 1890 |
| --------- | ---- | ---- | ---- | ---- | ---- | ---- | ---- | ---- | ---- | ---- |
| Einwohner |      |      |      |      |      |      |      |      |      | 974  |
| Jahr      | 1900 | 1910 | 1920 | 1930 | 1940 | 1950 | 1960 | 1970 | 1980 | 1990 |
| Einwohner | 954  | 1153 | 1236 | 1195 | 1168 | 1289 | 1321 | 1266 | 1207 | 1350 |
| Jahr      | 2000 | 2010 | 2020 | 2030 | 2040 | 2050 | 2060 | 2070 | 2080 | 2090 |
| Einwohner | 1473 | 1329 | 1356 |      |      |      |      |      |      |      |

Volkszählungsergebnisse Enosburg Falls, Vermont

## Persönlichkeiten

### Söhne und Töchter der Stadt
- Larry Gardner (1886–1976), Spieler der Major League Baseball, vierfacher World Series Gewinner
- Olin M. Jeffords (1890–1964), Jurist, Oberster Richter am Vermont Supreme Court